# مویس بلش
مویس بلش (انگلیسی: Moysés Blás؛ زادهٔ ۲۴ مارس ۱۹۳۷) بازیکن بسکتبال اهل برزیل است.
از باشگاه‌هایی که در آن بازی کرده‌است می‌توان به اشاره کرد.